# 율리아 디체

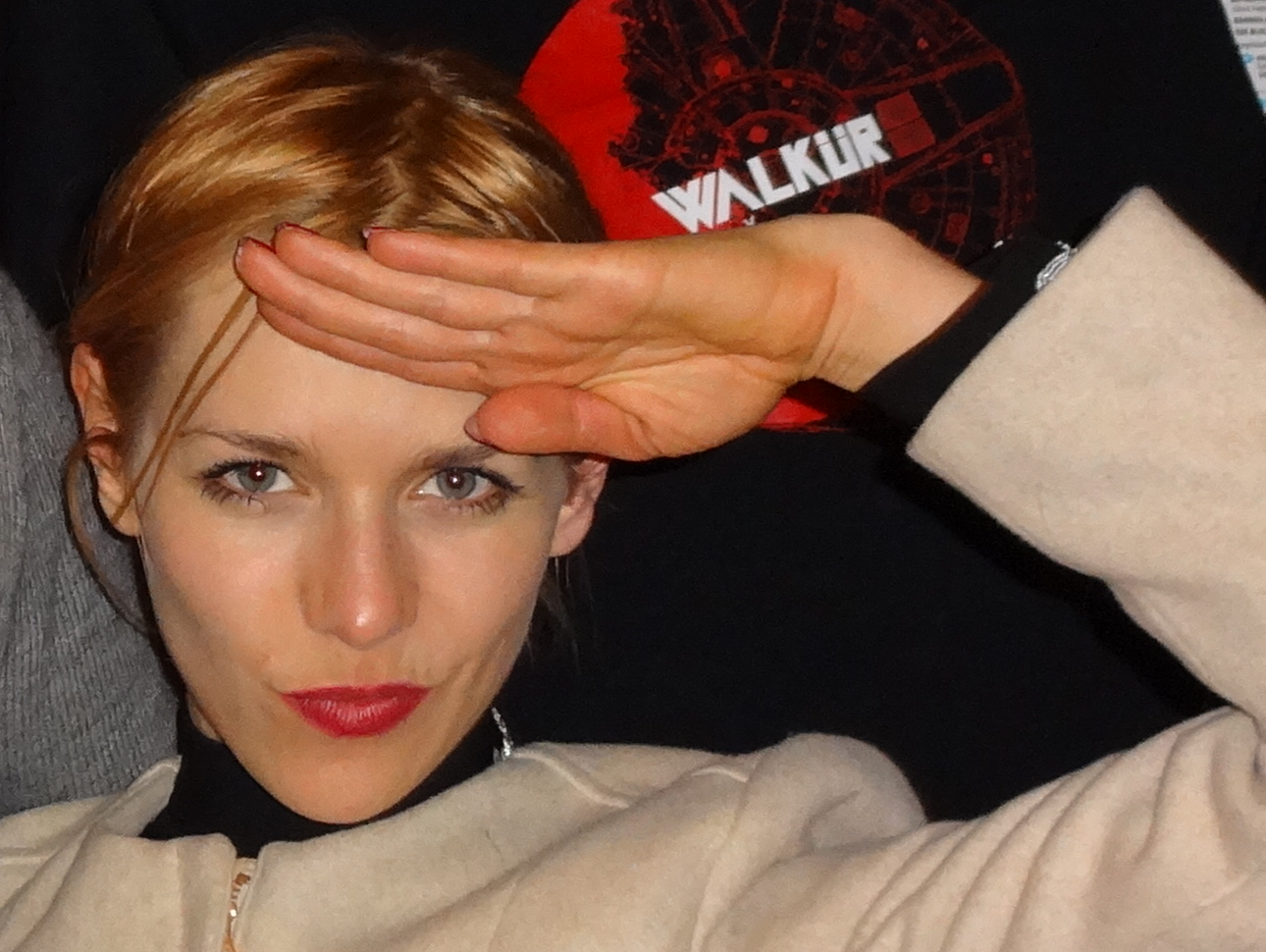

율리아 디체(독일어: Julia Dietze, 1981년 1월 9일 ~ )는 독일의 배우이다. 프랑스 마르세유에서 독일인 부모에게서 태어났다.

## 영화
- 아이언 스카이2: 더 커밍 레이스 (2019년) - 레나테 리히터 역
- 애프터-워크 비어 (2018년)
- 괴테스쿨의 사고뭉치들 3 (2017년)
- 플랜B: 뜨거운 녀석들 (2016년) - 빅토리아 역
- 하프 브라더스 (2015년)
- 킬링 프랭크 (2015년)
- 불렛 (2013년)
- 아이언 스카이 (2012년) - 레나타 리히터 역
- 베르테르 (2008년)
- 로버트 짐머만 분더트 지히 위버 디 리베 (2008년) - 로나 역